# Károly Kárpáti
Károly Kárpáti (Eger, Hungría, 2 de julio de 1906-Budapest, 23 de septiembre de 1996) fue un deportista húngaro especialista en lucha libre olímpica donde llegó a ser campeón olímpico en Berlín 1936.

## Carrera deportiva
En los Juegos Olímpicos de 1932 celebrados en Los Ángeles ganó la medalla de plata en lucha libre olímpica estilo peso ligero, tras el francés Charles Pacôme (oro) y por delante del sueco Gustaf Klarén (bronce). Cuatro años después, en las Olimpiadas de Berlín 1936 ganó la medalla de oro en la misma prueba.